# An Argument with Myself
An Argument with Myself är en EP av Jens Lekman, utgiven på Secretly Canadian 2011.

## Låtlista
1. "An Argument with Myself" - 3:45
2. "Waiting for Kirsten" - 3:44
3. "A Promise" - 4:31
4. "New Directions" - 2:38
5. "So This Guy at My Office" - 2:59

### Fotnoter
1. ↑  ”An Argument with Myself”. Discogs.com. http://www.discogs.com/Jens-Lekman-An-Argument-With-Myself/release/3126422. Läst 12 april 2012.